# Cmentarz żydowski w Karlinie
Cmentarz żydowski w Karlinie – kirkut został założony w 1814. Mieścił się przy Karlstraße (dziś ul. Parkowa) prowadzącej do dawnej Góry Karola (Karlsberg). W roku 1939 zachowany był jeszcze płot i brama cmentarna. W latach 70. XX wieku mur cmentarny został rozebrany i obszar kirkutu zniwelowany. Obecnie nie ma na nim macew.